# Thằn lằn chân ngắn
Thằn lằn chân ngắn (danh pháp hai phần: Lygosoma quadrupes) là một loài thuộc chi Thằn lằn chân ngắn (Lygosoma) của họ Thằn lằn bóng (Scincidae), có đuôi dài 7 cm, tổng chiều dài 15 cm và đôi chân trước và sau dài 2 cm, có năm ngón, tiêu biểu nhất cho lối sống trong hang, chúng thường được tìm thấy trong các khúc gỗ mục và thức ăn là mối và ấu trùng. Đôi chân của loài thằn lằn này mọc ra chỉ để làm cảnh vì hầu như nó không đủ mạnh để nâng đỡ cơ thể chúng.

## Phân bố
Loài thằn lằn chân ngắn này sinh sống trong khu vực Đông Nam Á, như tại Việt Nam, Thái Lan, Campuchia, Lào, miền nam Trung Quốc, Hồng Kông, Tây Malaysia, Indonesia (các đảo Sumatra, Java, Salayar), Philippine (các đảo Calamian trong tỉnh Palawan).

## Danh pháp đồng nghĩa
- Anguis quadrupes (L., 1766)
- Lacerta serpens (Bloch, 1776)
- Scincus brachypus (Schneider, 1799)
- Seps pentadactylus (Daudin, 1802)
- Podophis quadrupes (Wiegmann, 1834)
- Lygosoma abdominalis (Gray, 1839)
- Lygosoma brachypoda (Duméril & Bibron, 1839)
- Eumeces chalcides (Leidy, 1884)
- Lygosoma chalcides (Boulenger, 1887)
- Lygosoma quadrupes (Cochran, 1930)
- Lygosoma quadrupes (Smith, 1935)
- Lygosoma quadrupes (Taylor, 1963)
- Lygosoma quadrupes (Greer, 1970)
- Lygosoma quadrupes (Brown & Alcala, 1980)
- Gongylus brachypoda (Frank & Ramus, 1995)
- Lygosoma quadrupes (Manthey & Grossmann, 1997)
- Lygosoma quadrupes (Cox et al., 1998)
- Lygosoma quadrupes (Gaulke, 1999)
- Lygosoma quadrupes (Ziegler et al., 2007)

## Hình ảnh

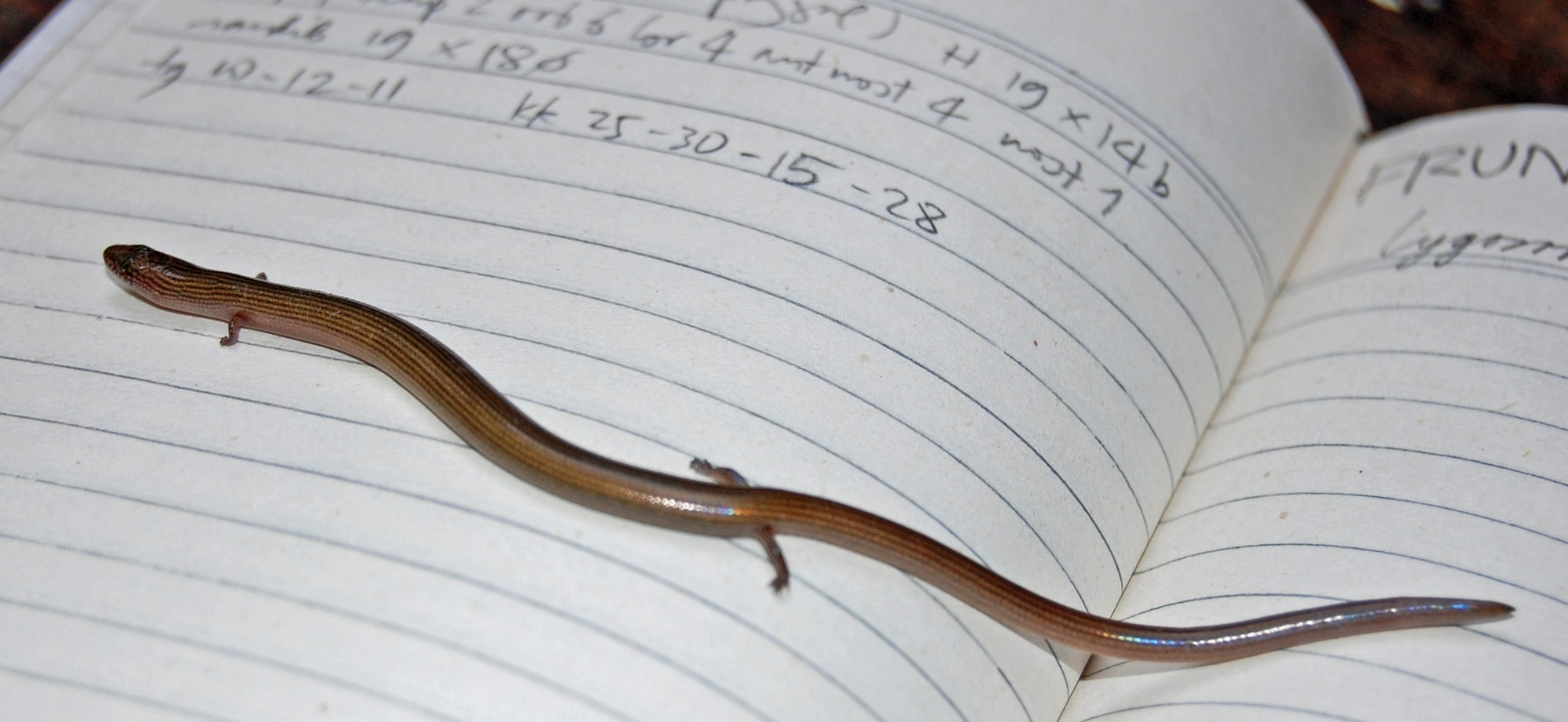
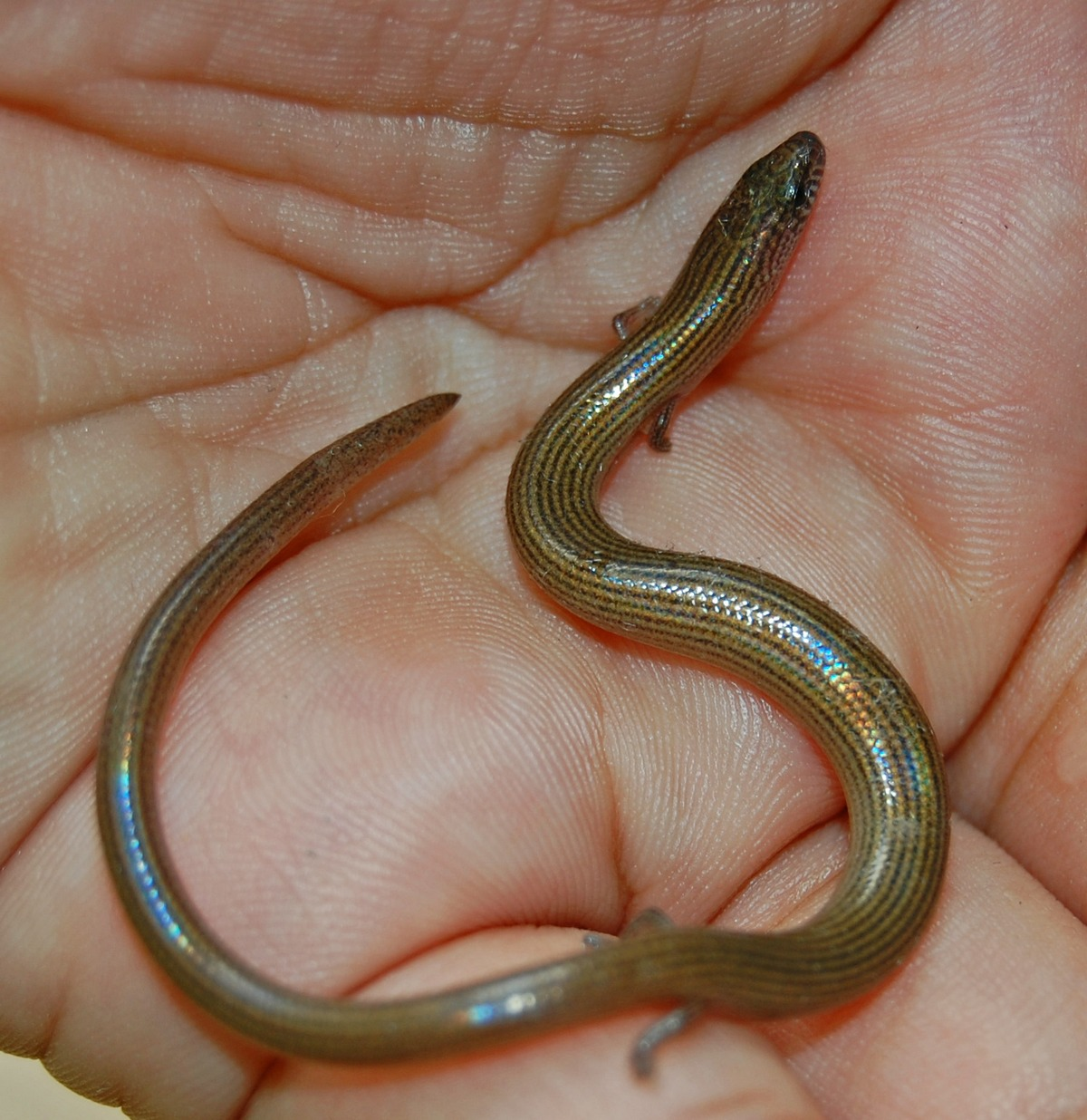
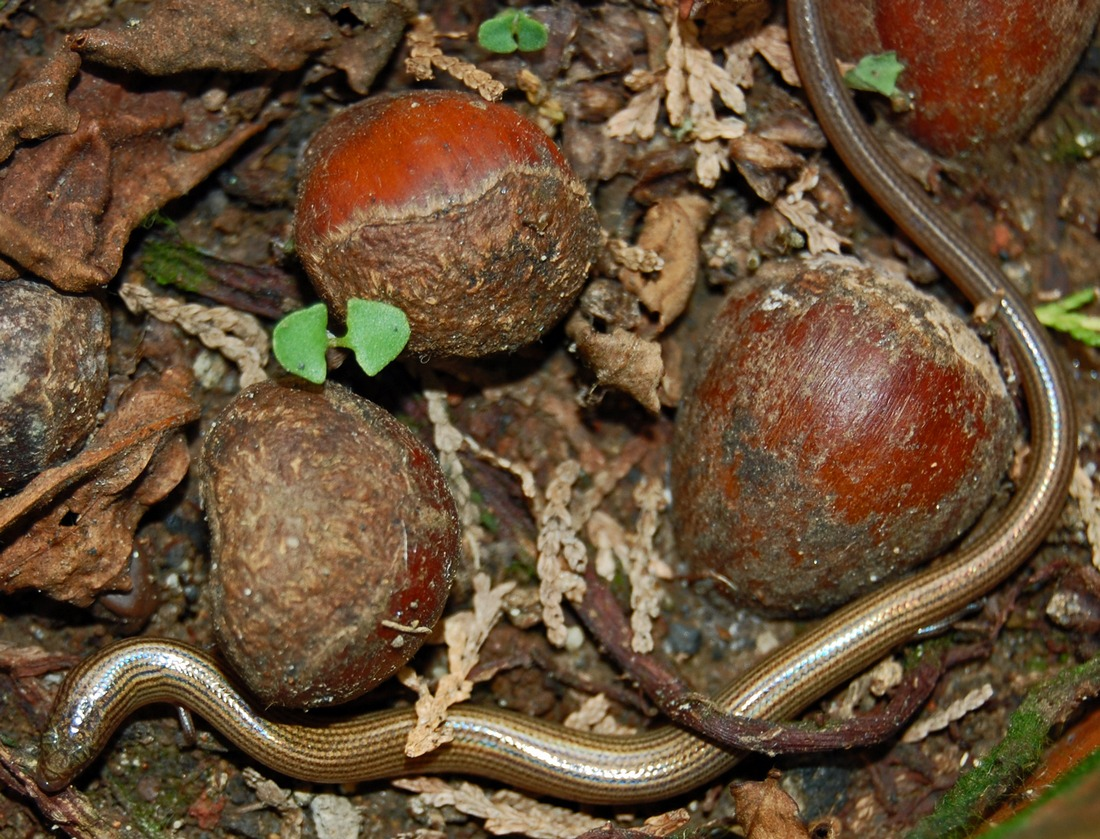